# Звегор
Звегор (мкд. Ѕвегор) је насеље у Северној Македонији, у источном делу државе. Звегор је у саставу општине Делчево.

## Географија
Звегор је смештен у источном делу Северне Македоније, близу државне границе са Бугарском - 6 km источно од насеља. Од најближег града, Делчева, насеље је удаљено 2 km источно.
Насеље Звегор се налази у историјској области Пијанец. Насеље се развило на источном ободу Делчевске котлине. Источно од насеља издиже се планина Влајна, док западно од њега протиче река Брегалница. Надморска висина насеља је приближно 700 метара. 
Месна клима је планинска због знатне надморске висине.

## Становништво
Звегор је према последњем попису из 2002. године имао 904 становника.
Претежно становништво у насељу су етнички Македонци (99%). Почетком 20. века већина су били Торбеши (исламизовани Македонци), али су се они после Балканских ратова иселили у Турску.
Већинска вероисповест месног становништва је православље.